# Paolo Regio
Paolo Regio, talora Reggio (Napoli, 21 giugno 1541 – Vico Equense, 1607) è stato un letterato e vescovo cattolico italiano.

## Biografia
Figlio dei patrizi Ferrante Regio e Vittoria Salernitano, coltivò, accanto agli studi giuridici, quelli letterari e teologici. Fu membro dell'accademia napoletana degli Svegliati, dove ebbe lo pseudonimo di "Solitario". Mantenne strette relazioni con il fondatore della stessa, Giulio Cortese.
Nel 1564 rimase vedovo della moglie, la nobildonna Vittoria Rocca, che gli aveva dato un figlio (morto in tenera età). Abbracciò quindi la vita religiosa. Fu nella Congregazione napoletana "sovra l'indice de' libri proibiti e l'impressione", e nel 1580 divenne dottore in teologia. Ordinato sacerdote nel 1582, già all'inizio dell'anno seguente ebbe la nomina a vescovo di Vico Equense, diocesi suffraganea della sede metropolitana di Sorrento.
Scrisse una raccolta di novelle intitolata Siracusa (Napoli 1569), una tragedia dal titolo Lucrezia (Napoli 1572), il poema La Sirenide (Napoli 1603) e vari libri di argomento religioso, come Vita dei sette santi protettori di Napoli (Napoli 1573), Historia catholica (Vico Equense 1587), Vita del beato Jacopo della Marca (Napoli 1589), Opere spirituali (Napoli 1592), e morale, come Della felicità e della miseria  (Napoli 1597).
Morì, dopo anni funestati da contrasti con esponenti del clero locale, nel 1607, a Vico Equense, dove è sepolto nella ex cattedrale.